# Jund di Damasco

La Siria (Bilad al-Sham) e le sue province sotto il califfato abbaside nel IX secolo

Il jund di Damasco (in arabo جند دمشق‎?, Jund Dimashq) era la più grande delle sub-province (ajnad, sing. jund), in cui era divisa Bilad al-Sham, provincia che copriva gran parte della Grande Siria, sotto le dinastie degli Omayyadi e Abbasidi. Prese il nome dalla sua capitale, Damasco ("Dimashq"), che nel periodo Umayyad era anche la capitale del Califfato.

## Divisione geografica e amministrativa
A differenza di qualsiasi altra provincia del Califfato, Bilad al-Sham era divisa, dai primi tempi degli Omayyadi, in più (in origine quattro, poi cinque) sotto-province o ajnad (singolare Jund, "divisione dell'esercito"), che alla loro istituzione originale erano le aree da cui una particolare divisione dell'esercito traeva i suoi finanziamenti, provviste e reclute. Il jund di Damasco era la più grande degli ajnad, comprendendo la maggior parte della Siria centrale. I suoi confini comprendevano i territori delle ex province bizantine di Phoenice Prima, Phoenice Libanensis e Arabia.
Successivamente, i geografi arabi divisero il jund di Damasco nei seguenti distretti: Ghuta pianura intorno a Damasco, conosciuta come "terra giardino" per la sua fertilità; Hawran e Bathaniyya, con Adra'a come capitale; Jawlan; Jaydur (menzionata soltanto da Yaqut al-Hamawi); Hula; Balqa; al-Sharah, con capitale Adhruh, alcune volte indicata come appartenente al jund di Filastin; e al-Jibal. Altre città principali erano Beirut, Sidone, Tiro (le cui tasse andavano al jund di al-Urdunn), Tripoli e Jubail lungo la costa. Le città lungo la costa ed i territori dei loro sobborghi formavano un loro piccolo distretto.
Dal punto di vista tribale, il jund di Damasco era prevalentemente abitato da popolazione di tribù Yamani, con una discreta minoranza di Qays. Le tasse annuali pagate dai suoi abitanti erano 450 000 dinari d'oro secondo Ya'qubi, 400 000 secondo al-Baladhuri e 420 000 secondo al-Jahshiyari; Qudama ibn Ja'far diede il bassissimo numero di 110 000 dinari, ma ciò riflette probabilmente gli effetti della guerra civile tra al-Amin e al-Ma'mun. In termini di truppe, sotto il califfo al-Walid I (r. 705–715), 45 000 uomini era l'organico dell'esercito del jund di Damasco, anche se probabilmente non tutti erano effettivi.